# Royaume de Hanovre
Pour les articles homonymes, voir Hanovre (homonymie).
1814–1866
Entités précédentes :
- Électorat de Brunswick-Lunebourg

Entités suivantes :
- Province de Hanovre

Le royaume de Hanovre (en allemand : Königreich Hannover) est un État allemand formé en 1814 par le congrès de Vienne. Il correspond à l'ancien électorat de Brunswick-Lunebourg (parfois appelé « électorat de Hanovre »), qui avait disparu lors des guerres napoléoniennes. C'était un État membre de la Confédération germanique depuis sa création en 1815. Le siège des rois était à Hanovre.
Jusqu'en 1837, le royaume de Hanovre est gouverné en union personnelle par les souverains britanniques. Après la mort du roi Guillaume IV sans descendance en 1837, sa nièce Victoria lui succède au Royaume-Uni. Au Hanovre, où la loi semi-salique excluait les femmes de la succession, c'est l'oncle de Victoria et le frère cadet de Guillaume IV, Ernest-Auguste, qui devint roi. Lorsqu'il abolit la constitution libérale du pays, les Sept de Göttingen protestèrent fortement, une étape essentielle dans la période pré-révolutionnaire du Vormärz.
Durant la guerre austro-prussienne (1866), le Hanovre essaye de rester dans une position neutre mais finit par entrer en guerre aux côtés de l'empire d'Autriche. Il est alors conquis par la Prusse, dont il devient la simple province de Hanovre. Un État de Hanovre éphémère existe encore en 1946.

## Histoire
L'ancien électorat de Brunswick-Lunebourg, d'abord attribué par la France à la Prusse en échange de diverses provinces rhénanes (traité de Schönbrunn, 15 décembre 1805), est incorporé dans le royaume de Westphalie sous Jérôme Bonaparte en 1810. Au congrès de Vienne, le 12 octobre 1814, l'électorat se déclare royaume. Le chef des négociateurs, Ernst Friedrich Herbert zu Münster, obtient une augmentation substantielle du territoire : le duché d'Arenberg-Meppen, l'ancienne principauté épiscopale de Hildesheim, les comtés de Lingen et de Bentheim et l'ancienne ville impériale de Goslar, ainsi que des parties de l'Eichsfeld et la Frise orientale.

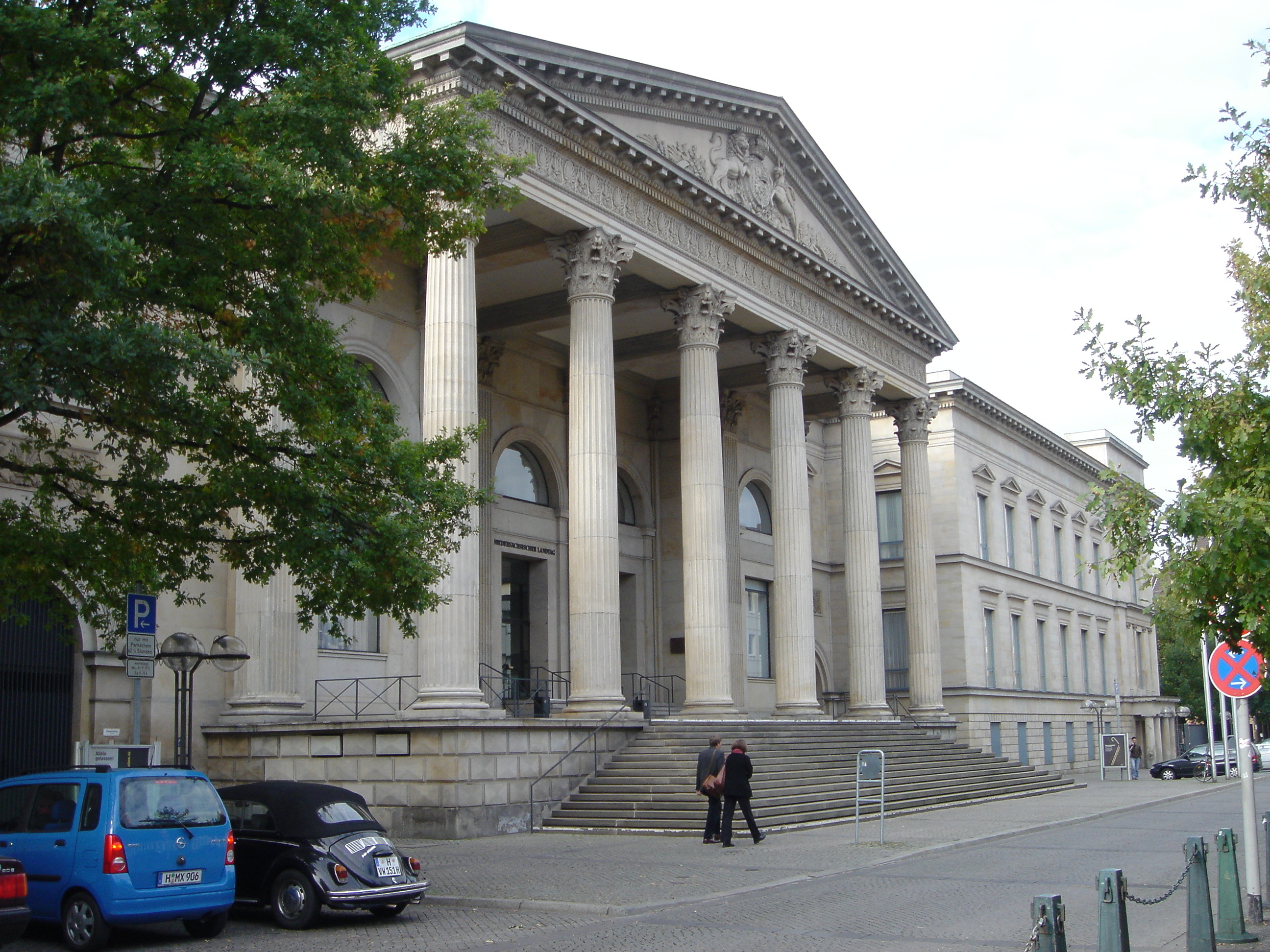
Le à Hanovre, la résidence des rois à partir de 1837.

L'union personnelle avec le Royaume-Uni sous la maison de Hanovre jusqu'en 1837 conduit à une double politique étrangère, en particulier vis-à-vis de la Prusse. Cette politique est menée par le ministre Ernst zu Münster qui sut avec habileté imposer son propre agenda. Le 24 octobre 1816, le duc Adolphe de Cambridge est nommé gouverneur général du Hanovre, au nom de son père George III. Administrateur juste et loyal, il laisse un bon souvenir aux Hanovriens. Il entretient une cour somptueuse et se fait le protecteur des beaux-arts, notamment de la musique et du théâtre. En 1821, le nouveau roi Guillaume IV se rend au Hanovre pour la première fois et est reçu avec enthousiasme.
En 1831, à la suite de troubles à l'université de Göttingen, Adolphe de Cambridge est nommé vice-roi. L'année suivante, il accepte de restreindre la liberté des mouvements libéraux à l'initiative du chancelier autrichien Metternich. Il est soutenu en cela par Guillaume IV mais s'oppose au secrétaire d'État aux affaires étrangères Lord Palmerston. En 1833, Cambridge accepte l'invitation de Metternich à participer à une conférence des États allemands à Vienne. Là encore il agit en accord avec le roi et contre Palmerston. La même année il fait promulguer une constitution plus libérale, élargissant les pouvoirs du parlement afin de calmer l'opposition. En 1834, Hanovre et le duché de Brunswick s'unissent pour fonder le Steuerverein, une union douanière afin de se protéger contre la domination de la Prusse. Le Hanovre n'a adhéré au Zollverein allemand qu'en 1854.
Après la fin de l'union personnelle en 1837, le nouveau roi Ernest-Auguste Ier de Hanovre abolit la constitution de 1833 provoquant une crise majeure dans la politique intérieure. Les protestations des Sept de Göttingen, y compris des frères Grimm, font sensation en Allemagne. Plusieurs membres du gouvernement de Mars soumettent une plainte à la Confédération germanique. La révolution de 1848 a provisoirement rétabli la libéralisation, mais les réformes sont annulées sous le règne du roi Georges V sous la pression du premier ministre prussien, Otto von Bismarck.
Le Hanovre perd son indépendance à la suite de la guerre austro-prussienne de 1866. Après la bataille de Langensalza, qui s'est déroulée le 27 juin 1866 et qui fut la première grande bataille du front ouest au cours de la guerre, l’armée du Hanovre a capitulé devant les troupes prussiennes. La Prusse a détrôné la maison de Hanovre en annexant son royaume. Le patrimoine personnel de la dynastie, les fonds Welfs, est confisqué et sert plus tard de caisse noire au premier ministre Bismarck. En réaction, le parti allemand hanovrien qui tente de rétablir la famille Welf au pouvoir est fondé en 1869. Une certaine évolution vers la réconciliation politique a pu se produire grâce au mariage du prince Ernest-Auguste de Brunswick avec Victoria-Louise de Prusse le 24 mai 1913.

## Territoire
Le royaume de Hanovre comprenait :

Le royaume de Hanovre en 1815.

- La principauté de Calenberg (Fürstentum Calenberg) ;
- Le comté de Hoya (Grafschaft Hoya) ;
- Le comté de Diepholz (Grafschaft Diepholz) ;
- La principauté de Hildesheim (Fürstentum Hildesheim) ;
- La principauté de Göttingen (Fürstentum Göttingen) ;
- La principauté de Grubenhagen (Fürstentum Grubenhagen) ;
- Le comté d'Hohnstein (Grafschaft Hohnstein) ;
- La principauté de Lunebourg (Fürstentum Lüneburg) ;
- D'anciennes parties du duché de Saxe-Lauenbourg (Herzogtum Sachsen-Lauenburg) ;
- La ville et le territoire de Goslar ;
- La principauté de Frise-Orientale (Fürstentum Ostfriesland), y compris le pays dit de Harlingenland ;
- La principauté d'Osnabrück (Fürstentum Osnabrück) ;
- Le duché d'Arenberg-Meppen (Herzogtum Arenberg-Meppen) ;
- Le comté de Bentheim (Grafschaft Bentheim) ;
- Le comté inférieur de Lingen (Niedergrafschaft Lingen) ;
- Le duché de Brême (Herzogtum Bremen) ;
- Le duché de Verden (Herzogtum Verden) ;
- Le pays de Hadeln (Land Hadeln).

## Liste des rois de Hanovre
- 1814-1820 : Georges III
- 1820-1830 : Georges IV, fils du précédent
- 1830-1837 : Guillaume IV, frère du précédent
- 1837-1851 : Ernest-Auguste Ier, frère du précédent
- 1851-1866 : Georges V, fils du précédent

## Liste des prétendants au trône de Hanovre
- 1866-1878 : Georges V
- 1878-1923 : « Ernest-Auguste II », fils du précédent
- 1923-1953 : « Ernest-Auguste III », fils du précédent
- 1953-1987 : « Ernest-Auguste IV », fils du précédent
- Depuis 1987 : « Ernest-Auguste V », fils du précédent